# Oroszlánbarlang (katonai csoport)
Az Oroszlánbarlang (arabulː عرين الأسود) nem hivatalos palesztin katonai szerveződés és militáns szervezet ami az Izrael által megszállt Ciszjordániában működik 2022 augusztusa óta. Nevét egy rajtaütésben megölt palesztin harcosról, Ibrahim el-Nabulsziról kapta, aki "Náblusz oroszlánjaként" volt ismert. Az Oroszlánbarlang tagjai azon más szervezetek, melyek a Fatahhal szemben állnak, így a Hamász és az Iszlám Dzsihád tagjai közül kerülnek ki. A csoport székhelye Náblusz óvárosában van.
A szervezetet egy 25 éves palesztin, Mohammed al-Azizi, ismertebb nevén "Abu Saleh" és barátja, a 28 éves Abdel Rahman Suboh, vagy "Abu Adam" alapította. 2022 júliusában mindketten életüket vesztették összecsapásokban. A csoport népszerűsége azóta megnőtt a ciszjordániai palesztinok körében, A New York Times 2023-ban arról számolt be, hogy a csoport népszerűsége a fiatal palesztinok körében tükrözi a terület 56 éves izraeli megszállásával szembeni fegyveres ellenállás növekvő támogatottságát, beleértve az izraeli telepek terjeszkedése, a telepesek olykor erőszakos fellépése és a Palesztin Hatóság nem hatékony kormányzása miatti csalódottságot.

## Háttér
Ciszjordániában 2015 után 2022 volt a leghalálosabb év a palesztinok számára, főként Náblusz és Dzsenin lakóira összpontosítva. Jelentősen nőtt a szélsőséges zsidó telepesek által elkövetett erőszakos cselekmények száma. Egy izraeli katona 2022. október 11-i meggyilkolását követően, amelyért az Oroszlánbarlang vállalta a felelősséget, Náblusz szigorú ostrom alatt áll, ami ellen a palesztinok azóta is tiltakoznak.
A félkatonai szervezet népszerűsége megnőtt a ciszjordániai palesztinok körében, rendszeresen osztanak meg videókat a támadásaikról a TikTokon és a Telegramon. A TikTok-fiókjukat 2022 októberében felfüggesztették, ami arra késztette a csoportot, hogy további videóikat a Telegram-csatornájukon tegyék közzé, amely 2023. február 24-én 238 000 feliratkozóval rendelkezik.
Az Oroszlánbarlangot ismeretlen nagyságú pénzösszeggel támogatja a Hamász.

## Története

### 2022
Az Oroszlánbarlangot először 2022 augusztusában azonosította be a palesztin média, amikor a csoport vállalta a felelősséget egy izraeli katonák elleni támadásért a ciszjordániai Rujeibben. A csoport szeptemberben gyűlést tartott Nábluszban, amelyen a júliusban megölt két palesztin Iszlám Dzsihád-tag emlékének ajánlottak. Ugyanebben a hónapban az izraeli rendőrség közölte, hogy meghiúsította a csoport tervét egy nagyszabású támadás végrehajtására Tel-Aviv déli részén, és elfogott egy gyanúsítottat, aki csőbombákkal, és géppisztolyokkal akart behatolni a város területére. A Palesztin Hatóság is letartóztatott egy, a csoporttal kapcsolatban álló személyt Nábluszban, aminek következtében több száz militáns és rendfenntartó csapott össze, mely során egy civilt a Palesztin Hatóság erői lelőttek. Szeptember végén lövések dördültek Har Bracha izraeli telepen és egy közeli katonai őrhelyen, amiért szintén az Oroszlánbarlang vállalta a felelősséget.
Októberben a ciszjordániai Elon Moreh közelében fegyveresek lőttek egy taxira és egy buszra, a taxisofőr megsebesült. A helyi izraeli telepesek tüntetését, amelyen az incidens ellen tiltakoztak, lövésekkel támadták meg, megsebesítve egy katonát. Az Oroszlánbarlang vállalta a felelősséget az eseményért. Itamar és Beita közelében is lövéseket adtak le izraeli katonákra, de senki sem sérült meg. Október 5-én az IDF razziája a korábbi támadások gyanúsítottjainak felkutatására a csoport egy tagjának letartóztatását eredményezte, egy militáns pedig meghalt. Október 11-én izraeli telepesek tüntetést tartottak Jeruzsálemben a közelmúltbeli támadások elleni tiltakozásul. Egy 21 éves izraeli katonát, akit a csoport védelmére rendeltek ki, lelőttek, és az Oroszlánbarlang ismét vállalta a felelősséget.
Az izraeli média október közepén arról számolt be, hogy Jaír Lapid miniszterelnök, Naftáli Benet miniszterelnök-helyettes és Beni Ganc védelmi miniszter, valamint az izraeli Moszad és a Shin Bet vezetői találkoztak, hogy megvitassák a csoport ügyét és a közelmúltbeli ciszjordániai eszkalációját. Október 18-án az IDF letartóztatta a csoport egy másik tagját. 23-án az Oroszlánbarlang egy másik tagját megölte egy motorkerékpárra helyezett bomba Nábluszban, míg október 25-én izraeli katonák rajtaütöttek egy nábluszi lakáson, amelyet a csoport főhadiszállásként használt. A szervezet három militánsát ölték meg, köztük a vezető és társalapító Wadee al-Houh-t. Nabi Saleh városában órákkal a rajtaütés után tüntetések törtek ki, amelyek következtében egy palesztin férfit izraeli katonák megöltek.

### 2023
2023 februárjában izraeli katonák offenzívát hajtottak végre Náblusz városában. A célpontok a szervezet két tagja volt, mindkettejüket likvidálták. A csoport további öt tagja szintén meghalt a városban zajló tűzharc során. Négy palesztin civilt, köztük három idős férfit és egy fiút is megöltek az izraeli katonák.
2023 áprilisában csoport egyik vezetője, Udai Al-Azzi az éjszaka feladta magát a Palesztin Hatóságnak, mert attól tartott, hogy az izraeli biztonsági erők likvidálják.
2023. október 7-én az Izrael–Hamász-háború kitörésének napján az Oroszlánbarlang közleményt adott ki, miszerint "általános mozgósítási állapotot hirdetnek és azonnali támadásba lendülnek minden pozícióból a megszálló erők és a telepesek ellen".

## Fordítás
Ez a szócikk részben vagy egészben  a   Lions' Den (militant group) című angol Wikipédia-szócikk ezen változatának fordításán alapul.  Az eredeti cikk szerkesztőit annak laptörténete sorolja fel. Ez a jelzés csupán a megfogalmazás eredetét és a szerzői jogokat jelzi, nem szolgál a cikkben szereplő információk forrásmegjelöléseként.